# Condado de Villaflor
El condado de Villaflor es un título nobiliario español creado primero como señorío en Portugal el 15 de septiembre de 1599, y luego como condado el 14 de julio de 1606 por el rey Felipe III a favor de Luis Enríquez de Almansa y Rojas, señor de Almansa, mayordomo del rey, caballero de la Orden de Alcántara, y comendador de Cabeza del Buey.
El título fue rehabilitado en 1913 por el rey Alfonso XIII a favor de José Finat y Carvajal XI marqués de Terranova, II conde de Finat, XV conde de Mayalde, que se convirtió en el XII conde de Villaflor.

## Condes de Villaflor
|                                 | Titular                             | Periodo                 |
| Creación por Felipe III         | Creación por Felipe III             | Creación por Felipe III |
| ------------------------------- | ----------------------------------- | ----------------------- |
| I                               | Luis Enríquez de Salamanca y Borja  | 1544-                   |
| ..                              | .                                   |                         |
| Rehabilitación por Alfonso XIII |                                     |                         |
| XII                             | José Finat y Carvajal               | 1913-1930               |
| XIII                            | Guillermo Finat y Escrivá de Romaní | 1930-1942               |
| XIV                             | Blanca Finat y Escrivá de Romaní    | 1942/1951-1972          |
| XV                              | José Finat y Escrivá de Romaní      | 1976-1995               |
| XVI                             | José Finat y de Bustos              | 1995-2002               |
| XVII                            | Aline Finat y Riva                  | 2002-actual titular     |

## Historia de los Condes de Villaflor
- Luis Enríquez de Almansa y Rojas, I señor y I conde de Villaflor, señor de Almansa, mayordomo del rey Felipe I de Portugal y II de Castilla, caballero de la Orden de Alcántara, comendador de Cabeza del Buey; hijo de Juan Enríquez de Almansa y Ulloa, II marqués de Alcañices, y de Elvira de Rojas y Sarmiento.

Casado con Juana Ignacia Quaresma Peçanha. Le sucedió su hijo.
- Luis Enríquez de Guzmán (1605-12 de marzo de 1667), II conde de Villaflor, IX conde de Alba de Liste, grande de España, señor de los Carvajales, de Castrocalbón, de las Algarrobillas, y de Bembibre, alguacil mayor de Zamora, XXX gobernador y XXIV virrey de Nueva España (1650-1653), XXXIII y XIX virrey del Perú (1655-1661).[1]

Casó con Hipólita de Córdoba y Dietrichstein, Aragón y Cardona, hija de Álvaro Fernández de Córdoba y Aragón y Bazán, caballero de Santiago, y su esposa Hipólita de Dietrichstein y Cardona, descendiente del I duque de Cardona. Le sucedió su hijo:
- Manuel Enríquez de Guzmán y Córdoba (m. 1671), III conde de Villaflor, X conde de Alba de Liste, señor de Garrovillas de Alconétar etc., comendador de Cabeza del Buey (Badajoz) por la Orden de Alcántara y alcaide perpetuo de los alcázares reales y las torres de Zamora.[1]

Casó el 4 de octubre de 1651 con Andrea de Velasco Tovar y Guzmán (m. 1685), hija de Bernardino Fernández de Velasco Tovar y Fernández de Córdoba, VI duque de Frías, y su primera esposa Isabel María de Guzmán. Le sucedió su hijo:
- Francisco Enríquez de Guzmán y Velasco (m. 14 de junio de 1691), IV conde de Villaflor, XI conde de Alba de Liste, comendador de Cabeza del Buey y caballero cofrade de San Ildefonso de Zamora.[1][5]

Casó con Isabel Josefa de Borja (m. 1729), hija de Francisco Carlos de Borja-Centelles y Doria-Colonna, IX duque de Gandía, y su esposa María Ponce de León y de Aragón. Fallecido sin descendencia. Le sucedió:
- Juan Enríquez de Guzmán y Fernández de Córdoba (m. 12 de enero de 1709), V conde de Villaflor, XII conde de Alba de Liste, mayordomo y caballerizo mayor de la reina Mariana de Neoburgo.[1]

Casó en primeras nupcias con su sobrina Isabel de Guzmán y Velasco, en segundas nupcias (1690) con Vicenta Jacinta María Téllez-Girón y en terceras con Isabel Josefa de Borja y Aragón, viuda de su sobrino, el XI conde de Alba de Liste. Se le reconoció el derecho a suceder en esta casa por sentencia de tenuta de 1713, cuando ya había fallecido, a:
- Luis Rubí Joaquín Enríquez de Bracamonte (Madrid, 16 de septiembre de 1684-25 de octubre de 1712), VI conde de Villaflor, XIII conde de Alba de Liste, III marqués de Fuente del Sol, V conde de Torres Vedras, señor de Cespedosa.[1]

Casó con María Pimentel y Zúñiga, dama de la reina María Luisa de Saboya. Le sucedió por sentencia de tenuta de 1716:
- Antonio Francisco Casimiro Alonso-Pimentel Vigil de Quiñones y Zúñiga (m. 1743), VI conde de Villaflor, XIII conde de Alba de Liste, XIII conde y X duque de Benavente, VI marqués de Jabalquinto, VII marqués de Villarreal de Purullena, XV conde de Mayorga, XIII conde de Luna, merino mayor de León y Asturias, alcaide mayor de Soria, gentilhombre de cámara del rey Carlos II.[7][8]

Casó en primeras nupcias el 10 de julio de 1695, en Gandía, con María Ignacia de Borja y Aragón, hija de Pascual de Borja y Centellas, X duque de Gandía, VII marqués de Lombay, XI conde de Oliva.
Casó en segundas nupcias, en 1715, con Marie Philippe de Hornes (m. 1725), hija del vizconde de Furnes. Sin descendientes. Le sucedió, de su primer matrimonio, su hijo:
- Francisco Alonso Pimentel Vigil de Quiñones Borja y Aragón (1707-9 de febrero de 1763), VII conde de Villaflor, XIV conde de Alba de Liste, XIV conde y XI duque de Benavente, X duque de Medina de Rioseco, XIII duque de Gandía, VII marqués de Jabalquinto, VIII marqués de Villarreal de Purullena, XI marqués de Lombay, XV conde de Luna, XVII conde de Mayorga, XII conde de Melgar, XIII conde de Oliva, II duque de Arión, merino mayor de León y de Asturias, comendador de Corral de Almaguer por la Orden de Santiago, capitán principal de una de las compañías de las guardias de Castilla, alcaide perpetuo de los alcázares de Soria y Zamora, alférez mayor, alguacil mayor, alcalde y escribano mayor de sacas de Zamora, caballero de la Orden de San Jenaro y gentilhombre de cámara del rey con ejercicio.[7][10]

Casó en primeras nupcias el 6 de mayo de 1731 con Francisca de Benavides y de la Cueva, hija de Manuel de Benavides y Aragón, V marqués de Solera, X conde y I duque de Santisteban del Puerto, X marqués de las Navas, X conde del Risco, XIII conde de Cocentaina, y de Catalina de la Cueva, condesa de Castellar.
Casó en segundas nupcias el 20 de julio de 1738 con María Faustina Téllez-Girón y Pérez de Guzmán, hija de José María Téllez-Girón y Benavides, VII duque de Osuna, conde de Pinto etc., y de Francisca Pérez de Guzmán, hija del XII duque de Medina Sidonia. Le sucedió:
- María Josefa Alonso Pimentel Téllez-Girón de Borja y Centelles (26 de noviembre de 1752-Madrid, 5 de octubre de 1834), VIII condesa de Villaflor, XV condesa-XII duquesa de Benavente, XIII duquesa de Béjar, III duquesa de Plasencia, XII duquesa de Arcos, XIV duquesa de Gandía, IX duquesa de Mandas y Villanueva, VIII marquesa de Jabalquinto, XIV marquesa de Gibraleón, IX marquesa de Terranova, XII marquesa de Lombay, XV marquesa de Zahara, XVI condesa de Luna, XIX condesa de Mayorga, XIV condesa de Bañares, XVI condesa de Belalcázar, XIV condesa de Oliva, XI condesa de Mayalde, XIII condesa de Bailén, XII condesa de Casares, XVI vizcondesa de la Puebla de Alcocer, I duquesa de Monteagudo, I marquesa de Marchini, I condesa de Osilo, I condesa de Coguinas.[7]

Casó el 29 de diciembre de 1771 con su primo Pedro Alcántara Téllez-Girón y Pacheco, IX duque de Osuna etc. Le sucedió su nieto y ahijado:
- Pedro de Alcántara Téllez-Girón y Beaufort Spontin (Cádiz, 10 de septiembre de 1810-Madrid, 25 de agosto de 1844), IX conde de Villaflor, XVI conde-XIII duque de Benavente, XIV duque del Infantado, XI duque de Osuna, XII duque de Lerma, XV duque de Gandía, XIV duque de Béjar, XIII duque de Arcos, XIV duque de Medina de Rioseco, IV duque de Plasencia, X duque de Mandas y Villanueva, X duque de Pastrana, X duque de Estremera, XI duque de Francavilla, XVIII marqués del Zahara, XII marqués del Cenete, XII marqués de Peñafiel, III marqués de Monteagudo, XVII marqués de Lombay, XV marqués de Gibraleón, XIV marqués de Argüeso, XIV marqués de Campoo, XV marqués de Santillana, XII marqués de Cea, XI marqués de Algecilla, X marqués de Almenara (I), XIII marqués de Távara, XVI conde de Melgar, XIII conde de Casares, XIV conde de Bailén, XVI conde de Ureña, VII conde de Fontanar, XXIV conde de Mayorga, XIX conde de Belalcázar, XV conde de Oliva, XII conde de Mayalde, XV conde de Bañares, XXII conde de Saldaña, XV conde del Real de Manzanares, XII conde de Ampudia, XIII conde del Cid, XIII conde de Villada, conde de Beaufort-Spontin, XVII vizconde de la Puebla de Alcocer, XX señor y último de Marchena, XVIII señor y último de Villagarcía de la Torre, justicia mayor de Castilla, primera voz del estamento noble de Cerdeña, caballero de la Real Maestranza de Sevilla (1827), caballero de la Orden de Calatrava (1840), Gran Cruz de Carlos III y caballero de la Legión de Honor, camarero mayor y gentilhombre de cámara del rey con ejercicio y servidumbre, prócer del reino en las legislaturas de 1834 y 1836, notario mayor de Castilla.[14][15]

Soltero, sin descendientes. El 21 de diciembre de 1845 le sucedió su hermano:
- Mariano Téllez-Girón y Beaufort Spontin (Madrid, 19 de julio de 1814-Castillo de Beauraing, Bélgica, 2 de junio de 1882), X conde de Villaflor, XVII conde-XIV duque de Benavente, XV duque del Infantado, XII duque de Osuna, XVI duque de Gandía, XV duque de Béjar, V duque de Plasencia, XIV duque de Arcos, XV duque de Medina de Rioseco, XI duque de Mandas y Villanueva, XIII duque de Lerma, XI duque de Pastrana, XI duque de Estremera, XII duque de Francavilla, XIII marqués de Peñafiel, XVIII marqués de Lombay, IX marqués de Monteagudo, XVI marqués de Gibraleón, XIX marqués del Zahara, XV marqués de Argüeso, XV marqués de Campoo, XVI marqués de Santillana, XIII marqués del Cenete, XIII marqués del Cea, XI marqués de Almenara (I), XIV marqués de Távara, X marqués de Terranova, XVI conde de Ureña, VIII conde de Fontanar, XXV conde de Mayorga, XVI conde de Oliva, XIII conde de Mayalde, XX conde de Belalcázar, XVI conde de Bañares, XIV conde de Casares, XV conde de Bailén, XXIII conde de Saldaña, XVI conde del Real de Manzanares, XIV conde del Cid, XIII conde de Ampudia, XVII conde de Melgar, conde de Beaufort-Spontin, XVIII vizconde de la Puebla de Alcocer, notario mayor de Castilla, camarero mayor y gentilhombre de cámara del rey con ejercicio, primera voz del estamento noble de Cerdeña, senador del reino, vicepresidente del Senado en 1874, mariscal de campo, Gran Cruz de Carlos III, embajador en Rusia y diplomático.[16][17]

Casó el 4 de abril de 1866, en Weisbaden (Alemania), con su prima María Leonor de Salm-Salm, princesa de Salm-Salm y del Sacro Imperio Romano.
Rehabilitado en 1913 por
- José Finat y Carvajal, XII conde de Villaflor, XI marqués de Terranova, II conde de Finat, XV conde de Mayalde.

Se casó con María Blanca Escrivá de Romaní y de la Quintana. Le sucedió, en 1930, por cesión, su hijo:
- Guillermo Finat y Escrivá de Romaní, XIII conde de Villaflor.[19]

Soltero. Sin descendientes. Le sucedió su hermana:
- Blanca Finat y Escrivá de Romaní (m. 1972), XIV condesa de Villaflor.[20]

Se casó con Fernando Ramírez de Haro y Chacón XII conde de Villaverde. Solo tuvo un hijo, Gonzalo Ramírez de Haro y Finat, soltero, sin descendientes. Le sucedió su hermano:
- José Finat y Escrivá de Romaní (Madrid, 11 de febrero de 1904-Madrid, 30 de mayo de 1995), XV conde de Villaflor,[21] XVI conde de Mayalde, XII marqués de Terranova, III conde de Finat.

Se casó con Casilda de Bustos y Figueroa, XVI duquesa de Pastrana, XI marquesa de Corvera, XIV de Salinas del Río Pisuerga, XX marquesa de Campotéjar, V de las Almenas. Le sucedió su segundo hijo:
- José Finat y de Bustos (n. 13 de septiembre de 1932) XVI conde de Villaflor,[24] XVII duque de Pastrana,[22] XII marqués de Corvera, XXI marqués de Campotéjar, XVIII conde de Oliveto, XVII conde de Mayalde, IV conde de Finat y XIII vizconde de Rías.

Contrajo matrimonio el 17 de junio de 1957 con Aline Riva de Luna. Le sucedió, por distribución, en 2002, su hija:
- Aline Finat y Riva, XVII condesa de Villaflor.[25]